# Mesocyclops shenzhenensis
Mesocyclops shenzhenensis is een eenoogkreeftjessoort uit de familie van de Cyclopidae. De wetenschappelijke naam van de soort is voor het eerst geldig gepubliceerd in 2000 door Guo.